# Amatignak Island
Amatignak Island ist eine kleine Insel der Delarof Islands, einer Inselgruppe im Westen der Andreanof Islands, die im Südwesten der Aleuten liegen. Die knapp zehn Kilometer lange und 515 Meter hohe Insel ist die südlichste der Aleuten. Die nächstgelegene Nachbarinsel Ulak Island liegt östlich in nur 6,4 km Entfernung.
Die andere Nachbarinsel Semisopochnoi befindet sich 80 km entfernt in westlicher Richtung.